# Matthew Reeves
Matthew Reeves (13 de diciembre de 1977 - 27 de enero de 2022) fue un estadounidense condenado por un asesinato capital que cometió cuando tenía 18 años en Alabama y fue condenado a muerte. Su caso y ejecución generaron atención debido a las afirmaciones de que tenía una discapacidad intelectual.

## Vida personal
Nació el 13 de diciembre de 1977, en Selma, Alabama. Tenía discapacidades intelectuales, con un coeficiente intelectual de 60.

## Crimen
El 27 de noviembre de 1996, con 18 años, él y sus amigos planearon robar a un narcotraficante. Su automóvil se averió en Selma, Alabama, y Willie Johnson, Jr. de 38 años y que tenía una taxi se ofreció a remolcar su automóvil hasta su casa. Cuando llegaron a la casa, Reeves metió una escopeta por la ventana del taxi y le disparó a Johnson matandolo y le robó su dinero. En una fiesta esa noche, "fingió disparar una escopeta y sacudir su cuerpo burlándose de la forma en que Johnson había muerto". El cuerpo de Johnson fue encontrado dentro de su vehículo en la mañana de Acción de Gracias.
Fue arrestado en una casa unas horas después del asesinato. Dos cómplices también implicados en el crimen, uno de los cuales era su hermano, fueron detenidos pocos días después. Ambos cómplices le señalaron con el dedo y afirmaron que él había sido el tirador.

## Procedimiento legal
Reeves fue sentenciado a muerte el 20 de julio de 1998. El hermano y coacusado de Reeves, Julius Reeves, fue sentenciado a cadena perpetua sin posibilidad de libertad condicional. Una tercera acusada, Brenda Scuttles, fue sentenciada a cadena perpetua con posibilidad de libertad condicional.
Los abogados de Reeves argumentaron que sus abogados litigantes brindaron asistencia letrada ineficaz y "deberían haber hecho más para tratar de demostrar que tiene una discapacidad intelectual". Afirmaron que debido a esto Reeves no debería enfrentar la sentencia de muerte. El 2 de julio de 2021, la Corte Suprema de los Estados Unidos anuló la decisión de la Corte de Apelaciones del Undécimo Circuito de los Estados Unidos que había anulado la sentencia de muerte de Reeves. El tribunal decidió en una opinión de 6-3, con la mayoría conservadora revocando el tribunal de circuito. La Corte Suprema declaró que la corte estatal de Alabama había "rechazado correctamente las afirmaciones de que Matthew Reeves tuvo un abogado ineficaz en el juicio porque no contrataron a un neuropsicólogo para presentar pruebas de que tiene una discapacidad intelectual".
El 18 de noviembre de 2021, la Corte Suprema de Alabama votó 8 a 0 para programar la ejecución de Reeves para el 27 de enero de 2022. La ejecución de Reeves estaba programada para el 27 de enero de 2022 mediante inyección letal.
El 7 de enero de 2022 se suspendió su ejecución por causa de una demanda. Demandó al estado, diciendo que el estado no se adaptó a su discapacidad cuando le dio un formulario pidiéndole que eligiera si quería morir por hipoxia u otro método. El Estado apeló la suspensión de la ejecución. El 26 de enero de 2022, un tribunal federal de apelaciones confirmó el fallo del tribunal inferior de que la ejecución de Reeves no podía proceder. Tras el fallo, la oficina del fiscal general del estado anunció que apelaría la decisión ante la Corte Suprema de los Estados Unidos. La apelación fue exitosa y la Corte Suprema votó 5 a 4 que la ejecución podía proceder.

## Ejecución
Fue ejecutado por inyección letal el 27 de enero de 2022, a la edad de 44 años. Fue declarado muerto a las 9:24 p. m. y no tuvo últimas palabras. Algunos de los miembros de la familia de Johnson asistieron a la ejecución y emitieron un comunicado que decía: "Después de 26 años, finalmente se hizo justicia. Nuestra familia ahora puede tener un cierre". Previo a la ejecución, el embajador de la Unión Europea en Estados Unidos, Stavros Lambrinidis, envió una carta a la gobernadora Kay Ivey pidiéndole que bloqueara la ejecución. La carta también condenaba el asesinato de Johnson.